# تریبیانو (انگور)
تریبیانو یک نوع انگور شراب ایتالیایی است که یکی از پرکاشت‌ترین انگورهای جهان محسوب می‌شود.